# Žampach (kulle)
Žampach är en kulle i Tjeckien.   Den ligger i regionen Pardubice, i den östra delen av landet, 140 km öster om huvudstaden Prag. Toppen på Žampach är 546 meter över havet, eller 72 meter över den omgivande terrängen. Bredden vid basen är 0,48 km.
Terrängen runt Žampach är platt åt nordost, men åt sydväst är den kuperad.Runt Žampach är det tätbefolkat, med 257 invånare per kvadratkilometer. Närmaste större samhälle är Letohrad, 5,1 km öster om Žampach. Trakten runt Žampach består till största delen av jordbruksmark.